# C-74 (航空機)
C-74 グローブマスター
ロングビーチに駐機中のC-74
- 用途：輸送機
- 製造者：ダグラス社
- 運用者** アメリカ合衆国（陸軍航空軍、空軍）
- 初飛行：1945年9月5日
- 生産数：14機
- 生産開始：1945年
- 退役：1970年代
- 運用状況：退役

C-74はアメリカ合衆国のダグラス・エアクラフト社が開発した軍用輸送機。愛称はグローブマスター（英：Globemaster）。1945年に初飛行した。

## 概要
大型輸送機を欲していたアメリカ陸軍航空軍は、第二次世界大戦中の1942年にダグラス社に対し、大型輸送機の開発を指示した。ダグラス社は輸送機の開発力はあったものの、戦時中であり他機種の生産などのため、開発は進まなかった。開発ペースが遅かったために、初飛行は1945年9月5日と第二次世界大戦終了後のことである。開発にあたっては試作機は製造されず、初めから量産機が作られた。
機体はレシプロエンジンを4発搭載したものであり、葉巻型の胴体と低翼配置の直線主翼など、一般的な形状である。ただし、全長は37.85 mとB-29の30 mより大きい。貨物の搭載用にエレベーターが備え付けられており、機内には貨物移送クレーンが装備されていた。
発注は50機分行われたものの、戦争終結に伴い14機に減らされた。1946年より部隊配備が開始された。1948年にベルリン封鎖が発生すると、C-74の1機も短期間空輸部隊の一員として輸送を行っている。当時、最大の大きさを持つ輸送機であり、その25 tにのぼるペイロードは、高い評価を受けた。この経験はC-124の開発に生かされることとなる。
C-74は1950年代半ばに全機退役し、その多くは1965年までに解体されたが、払い下げられた数機は民間籍で1970年代まで稼動していた。
また、DC-7の名称で民間向けも計画され、パン・アメリカン航空から発注を受けたが、戦後、計画は中止された。後のDC-7と混同されやすいが、両者は無関係である。

## 要目
- 全長：37.85 m
- 全幅：52.81 m
- 全高：13.34 m
- 自重：39 t
- ペイロード：25 tまたは兵員125名
- 乗員：3名
- 最大速度：528 km/h

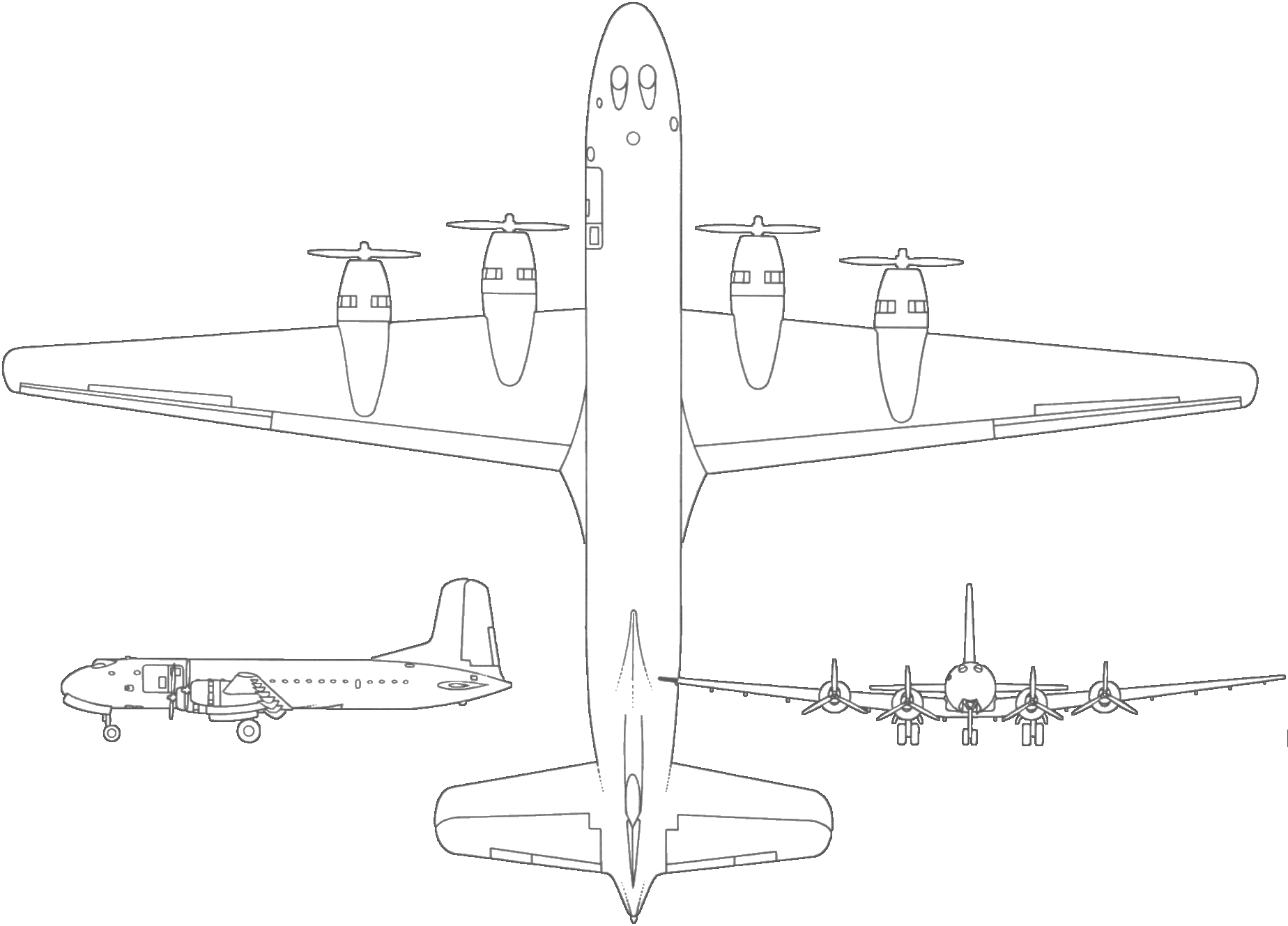
Douglas C-74 Globemaster

- エンジン：P&W R-4360空冷四重星型レシプロエンジン（3,250馬力）4基